# Dosunmu
Pour les articles homonymes, voir Dosunmu (homonymie).
Dosunmu (1823-1885), mentionné dans les documents britanniques comme Docemo, règne comme oba de Lagos à partir de 1853, quand il succède à son père oba Akitoye, jusqu'à sa propre mort en 1885. Il est contraint de s'enfuir en Grande-Bretagne sous la menace de la force en août 1861.

## Accession
L'accession de Dosunmu au trône rompt avec la tradition en ce sens qu'il est nommé oba par le consul britannique à Lagos Benjamin Campbell à la suite de l'intervention britannique dans les affaires de Lagos lors de son bombardement en décembre 1851. Campbell avait appris la mort d'Oba Akitoye le 2 septembre 1853 par l'agent du CMS CC Gollmer, mais avait caché cette information aux chefs suprêmes, leur demandant plutôt qui devrait être l'héritier d'Akitoye. À l'unisson, les chefs sont convenus que Dosunmu est l'héritier légitime et ce n'est qu'alors que Campbell leur a transmis la nouvelle de la mort d'Akitoye. Campbell a ensuite informé Dosunmu de son accession au trône, suivie de cérémonies d'accession hâtives au palais. Le lendemain, Dosunmu est officiellement reconnu comme oba de Lagos et reçoit un salut de 21 canons de la Royal Navy.

## Rivalité avec Kosoko
Dosunmu hérite du problème "Kosoko" de son père (Akitoye) en ce que Kosoko avait établi une base indépendante à Epe avec environ 400 guerriers (dont Oshodi Tapa) et d'où il déstabilise Lagos avec de multiples attaques qui se sont dangereusement rapprochées d'Akitoye. Alors que Kosoko signe finalement le traité d'Epe le 28 septembre 1854 avec le consul Benjamin Campbell, acceptant de ne faire aucune réclamation à Lagos ou de mettre en danger le commerce à Lagos. Le traité est un succès tactique pour Kosoko qui obtient, des Britanniques, la reconnaissance de son état à Epe. Dans l'ensemble, cependant, le trône de Lagos est resté hors de portée avec les descendants d'Akitoye et de Dosunmu fermement enracinés.
La rivalité Kosoko-Akitoye/Dosunmu déborde sur le domaine économique. Les partisans d'Oba Dosunmu n'ont pas pleinement apprécié la présence britannique à Lagos après l'annexion en 1861 tandis que les alliés de Kosoko ont exploité la relation. En outre, selon les termes d'un accord conclu avec 1854, Dosunmu a renoncé aux droits commerciaux pour les droits de douane, qu'il a ensuite été contraint de renoncer selon les termes du traité de 1861 pour une pension de 1 000 £ par an. Par conséquent, la richesse de l'Oba a diminué tandis que Kosoko et ses alliés, sans aucune restriction commerciale, ont prospéré.
Le camp de Kosoko comprenait des hommes tels que Oshodi Tapa et Taiwo Olowo qui sont entrés avec enthousiasme dans le commerce avec des entreprises européennes. À la tête de la faction économique Dosunmu se trouvait le chef Apena Ajasa qui s'est heurté à plusieurs reprises à Taiwo Olowo. À la mort de Kosoko, le gouvernement colonial a estimé que sa faction économique était la plus puissante avec au moins 20 000 partisans.

## Cession de Lagos en 1861
À la suite des menaces de Kosoko et des Français positionnés à Ouidah, une décision est prise par Lord Henry John Temple (Premier ministre britannique) qui a noté "l'opportunité de ne pas perdre de temps à assumer le protectorat formel de Lagos". William McCoskry, le consul par intérim à Lagos avec le commandant Bedingfield a convoqué une réunion avec oba Dosunmu le 30 juillet 1861 à bord du HMS Prometheus où l'intention de la Grande-Bretagne est expliquée et une réponse aux conditions était requise d'ici août 1861. Dosunmu a résisté aux termes du traité, mais sous la menace de déchaîner la violence sur Lagos par le commandant Bedingfield, Dosunmu a cédé et a signé le traité de cession de Lagos.

## Affrontement avec le gouverneur Glover
Certaines entreprises françaises qui avaient perdu leurs concessions commerciales ont fait des offres à Dosunmu, sentant son mécontentement face à la présence britannique à Lagos, lui promettant de l'aide pour se révolter contre le gouverneur John Hawley Glover. Glover a mis fin à la tentative, a infligé une amende de 50 £ à Dosunmu et a suspendu son allocation pendant 4 mois. Dosunmu n'était pas content et a estimé que Glover utilisait Kosoko pour le contrarier. La position de Dosunmu était méritée car Glover entretenait une amitié très étroite avec des alliés de Kosoko tels que Oshodi Tapa que Glover consultait avant de poursuivre des projets publics  et Taiwo Olowo que Glover avait encouragé à poursuivre ses activités commerciales avec la société de MM. GL Gaiser.

## Mort et héritage
Dosunmu mourut en 1885 et fut remplacé par son fils oba Oyekan I.
Un de ses descendants éminents est Oloye Abiola Dosunmu, l'Erelu Kuti (en) de Lagos.